# Akıncılar (district)
Akıncılar is een Turks district in de provincie Sivas en telt 5.845 inwoners (2007). Het district heeft een oppervlakte van 502,8 km². Hoofdplaats is Akıncılar.
De bevolkingsontwikkeling van het district is weergegeven in onderstaande tabel.
| 1997  | 2000  | 2007  |
| ----- | ----- | ----- |
| 8.026 | 8.353 | 5.845 |